# Théorie empathisation-systémisation
La théorie empathisation-systématisation (ES), développée par Simon Baron-Cohen et collègues, cherche à classer les personnes en fonction de leurs compétences dans deux registres : l'empathie et la systématisation. Ce modèle mesure ces compétences en utilisant les Quotients d'empathie (QE) et de systématisation (QS), et vise à expliquer les difficultés de communication et de sociabilité dans les troubles du spectre autistique par des déficits et des retards dans l'empathie combinés avec une faculté de systématisation intacte ou supérieure à la moyenne,.

## Lien de la théorie avec la triade autistique
Les troubles du spectre autistique sont caractérisés par
1. une interaction sociale et
2. une communication déstabilisées en conjonction avec
3. des comportements restreints et répétitifs.

Cette triade tend à évoluer vers une dyade, dans laquelle les troubles de la communication, par essence sociaux, et ceux affectant la socialisation sont vus comme un seul élément, et où les troubles du comportement sont l'autre élément : il est alors question de troubles sociaux et comportementaux ou, d'une manière plus parcimonieuse, de troubles sociaux et non sociaux.
Cette dyade, selon l'équipe de Baron-Cohen, n'est autre que sa propre dyade empathisation-systémisation. L'empathisation correspond à l'ensemble des compétences nécessaires pour la vie en société, y compris la communication efficace et les relations sociales significatives, tandis que la systémisation correspond à ce non-social, qui n'est pas simplement comportemental, mais correspond à une faculté sur-développée d'analyse des systèmes qui peut éventuellement mener à certaines idiosyncrasies et maladresses, sur le plan du comportement, mais pas systématiquement : « Nous sommes d'accord [...] sur le fait que l'autisme comporte probablement au moins deux dimensions. Ronald & coll. (2005) les appellent sociale et non sociale et nous les appelons empathisation et systémisation. »

## Hypersystémisation
Chez les personnes atteintes du syndrome d'Asperger, Simon Baron-Cohen et coll. observent une incapacité à ressentir par empathie, dans leur chair (« embodied empathy »), la douleur vécue par autrui. Une critique adressée à la théorie empathisation-systémisation par Rogers et coll était que dans l'échelle de détresse personnelle (Personal Distress sub-scale), les sujets Aspergers réagissaient plus fortement à la détresse d'autrui. Cependant, Baron-Cohen et coll. ont mis en évidence que ce paramètre précis décroissait habituellement en importance avec le développement, au profit du développement de comportements appropriés pour soulager la souffrance ou la détresse. Ainsi, dans une pouponnière, les pleurs d'un bébé seront épidémiques, mais, avec l'âge, les enfants apprendront généralement à secourir la personne en détresse, plutôt que d'être submergés par l'expérience. On observe fréquemment dans l'ensemble des troubles du spectre autistique l'absence de comportements réconfortants à l'égard de la personne souffrante.
Le cerveau hypersystématisant est, en contrepartie, le nec plus ultra pour détecter les lois, les régularités et la « vérité ». Les guillemets entourant le mot vérité (truth) ont pour but de relativiser le type de vérités dont il est question. Il s'agit de certitudes acquises par l'étude approfondie de systèmes, de ce qui est plus aisément descriptible en matière de lois et de régularités.

## Hyperempathisation
Dans The Essential Difference (La différence essentielle), Baron-Cohen formule quelques hypothèses à approfondir ultérieurement. Quelques portraits cliniques qui pourraient être la contrepartie empathisante du syndrome d'Asperger sont proposés. Il exclut tout d'abord le syndrome de Williams, qui, malgré ses nombreuses particularités diamétralement opposées au syndrome d'Asperger (difficultés avec les chiffres et l'orientation dans l'espace, facilité avec le langage, amabilité, nombreux liens sociaux), s'avère peu empathique tout en recherchant la sociabilité. Par contre, deux types de personnalités pourraient mieux représenter les personnes dotées d'un cerveau hyperempathique. D'une part, il évoque le cas possible de personnes qui auraient acquis une croyance en la télépathie, mais indépendamment d'autres opinions dans le domaine de la parapsychologie ou d'un terrain schizotype ou psychotique léger. Ces personnes auraient acquis cette conviction à cause de la justesse de leurs interprétations de l'état d'autrui. D'autre part, et c'est l'hypothèse qui lui semble la plus probable, il y aurait ces personnes, connues des psychothérapeutes et des patients, qui savent sans effort mettre autrui à l'aise -- sans déployer autant d'efforts que les patients atteints du syndrome de Williams.

## Portée éthique
Baron-Cohen espère que ses recherches sur le continuum empathisation-systémisation aideront les personnes atteintes à divers degrés de déficits dans la lecture des intentions d'autrui à reconnaître leurs talents, comme Hans Asperger le souhaitait. Il espère que la société deviendra plus tolérante envers ces personnes qui, dit-il, se cachent de peur d'être stigmatisées, voire traitées comme de dangereux psychopathes.

## Études d'imagerie médicale
- Y. Cheng, P. L. Lee, C. Y. Yang, C. P. Lin, D. Hung et J. Decety, « Gender Differences in the Mu Rhythm of the Human Mirror-Neuron System », PLoS ONE, vol. 3, no 5,‎ 2008, e2113 (PMID 18461176, PMCID 2361218, DOI 10.1371/journal.pone.0002113) modifier
- Y. W. Cheng, O. J. L. Tzeng, J. Decety, T. Imada et J. C. Hsieh, « Gender differences in the human mirror system: A magnetoencephalography study », NeuroReport, vol. 17, no 11,‎ 2006, p. 1115–1119 (PMID 16837838, DOI 10.1097/01.wnr.0000223393.59328.21) modifier
- (en) Oberman Lindsay M, Hubbard Edward M, McCleery Joseph P, Altschuler Eric L, Ramachandran Vilayanur S et Pineda Jaime A, « EEG evidence for mirror neuron dysfunction in autism spectrum disorders. », Brain research. Cognitive brain research, vol. 24, no 2,‎ 2005, p. 190-8 (PMID 15993757) modifier

## Études sur les nouveau-nés
- Connellan, J., Baron-Cohen, S., Wheelwright, S., Batki, A., & Ahluwalia, J. (2000). Sex differences in human neonatal social perception. Infant Behavior and Development, 23(1), 113‑118. doi:10.1016/S0163-6383(00)00032-1